# パシュトゥーニスタン

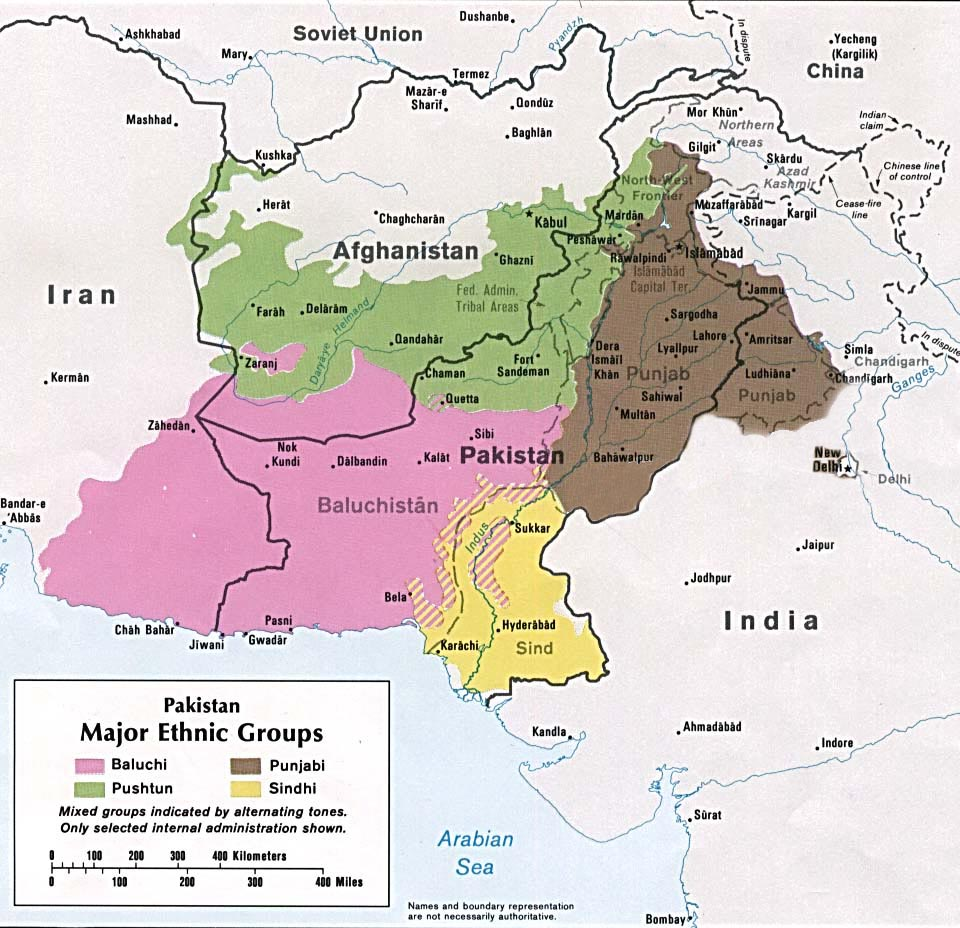
パシュトゥーニスタン（緑色）

パシュトゥーニスタン（パシュトー語: پښتونستان、ウルドゥー語:پشتونستان、ペルシア語: پشتونستان、英語:Pashtunistan）は、主にパシュトゥーン人が居住しているエリア。パシュトゥーン人は主にアフガニスタン南部、パキスタン北西部に住んでおり、デュアランド・ライン（アフガニスタン・パキスタン国境）で分断されていて、たびたび民族運動が起きており、紛争の火種にもなっている。

## 歴史
1893年、英領インドの外相モーティマー・デュアランドがデュアランド・ラインを引き、パシュトゥーン人の居住エリアは分断された。
1947年にはバンヌー宣言で北西辺境州（現在のカイバル・パクトゥンクワ州）が独立したパシュトゥーン人国家になることを要求したが、イギリス政府はこれを拒み、同年７月に実施された1947年北西辺境州住民投票ではインドとパキスタンのいずれに帰属するかが問われたがパシュトゥーン人国家の建設およびアフガニスタンへの帰属の選択肢はなかったためアブドゥル・ジャバー・カーンや神の奉仕党はこの選挙のボイコットを呼びかけた。結局この選挙によりパキスタンへの帰属が決定した。
アフガニスタンでのパシュトゥーン族のナショナリズムを提唱する人々は、カイバル・パクトゥンクワ州を含む「大アフガニスタン」という考えを支持している。
2018年5月31日、パシュトゥーン人が多数を占める自治地域である連邦直轄部族地域がカイバル・パクトゥンクワ州に統合され、パシュトゥーン人やその政党から批判された。

## 旗

パシュトゥーニスタンの旗

現在の非公式なパシュトゥーニスタンの旗は1947年から使われている。赤色を基調としており、中央の山々はヒンドゥークシュ山脈である。その上にはアッラーフ・アクバルが、下にはアラビア語で「パシュトゥーニスタン」と書かれている。

パシュトゥーン人の独立を掲げるパシュトゥーン社会民主党のロゴや切手にも使用された。

1930年代の旗
1947年まで使用されていた旗
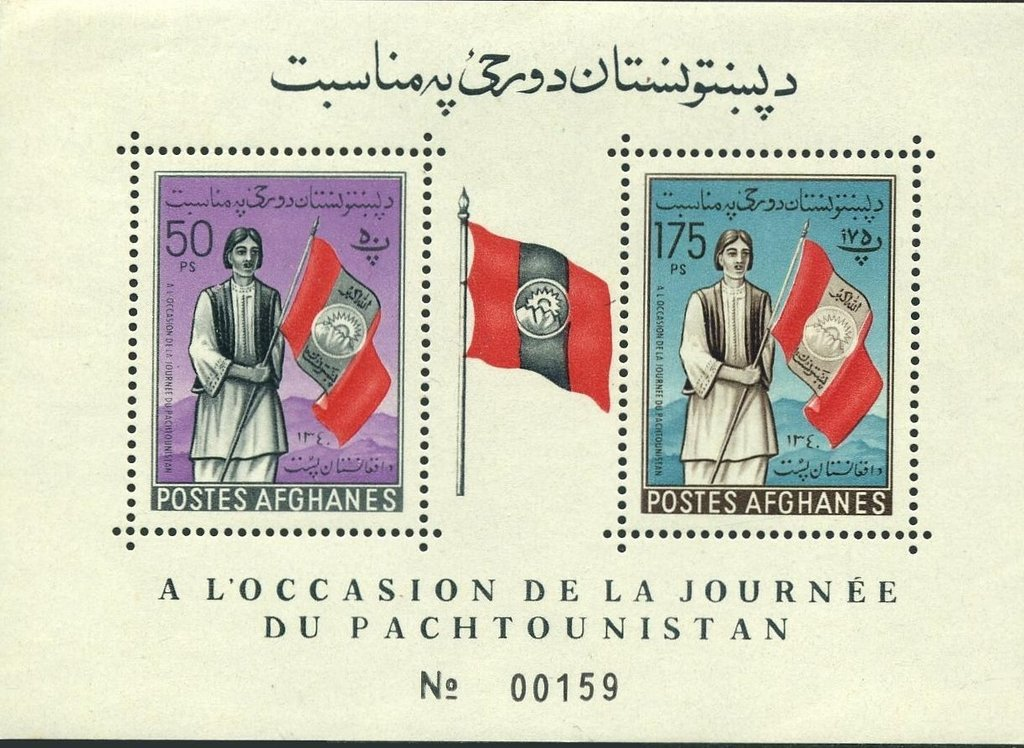
「自由パシュトゥニスタンの日」1961年
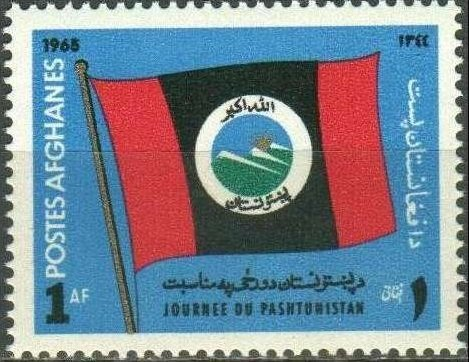
1965年の切手